# Marijin legionar
Marijin legionar: list laičke katoličke organizacije Marijina legija, hrvatski je katolički povremenik i glasilo Marijine legije u Hrvatskoj. Izdaje ga Marijina legija Regije Zagreb u Zagrebu od 2007. godine. Izlazi na hrvatskomu jeziku.
Časopis donosi vijesti o djelovanju Marijine legije u Hrvatskoj i svijetu, svjedočanstva, meditacije, oglede, hagiografije i obavijesti.
U prosincu 2020. izlazio je u 1500 primjeraka, po cijeni od 12 kuna.